# Clemens Fritz
Clemens Fritz (1980. december 7. –) német labdarúgó. Jelenleg a Werder Bremen játékosa.

## Klub karrierje
Fritz futball karrierje egy körzeti csapatban, a Rot-Weiss Erfurtnál kezdődött. 2001 nyarán leszerződtette az akkor másodosztályú Karlsruher SC. Mikor aláírt a Bayer Leverkusennek, visszakerült kölcsönbe a Karlsruherhoz. A Leverkusenben a 2003–04-es szezon tavaszi fordulójában mutatkozott be. Kiváló képességei miatt bekerült a kezdőcsapatba. Ebben a szezonban még 14 meccset játszott. A csapat bekerült az UEFA-kupába. 2004-ben eltörte a lábszárát a Rot-Weiss Erfurt elleni mérkőzésen. 2006 nyarán leigazolta a Werder Bremen.

## Nemzetközi karrierje
Játszott az U18-as és az U21-es válogatottban is. A felnőtt válogatottban 2006 októberében debütált, a szlovákok elleni meccsen. Júniusban megszerzi első válogatottbeli gólját, a San-Marinó elleni meccsen.

### 2008-as labdarúgó-EB
Fritz bekerült a 23 fős keretbe. Játszott a németek nyitó mérkőzésén a lengyelek ellen. Szintén szerepelt a második meccsen a horvátok ellen.

## Klub karrier eredményei
2008 május 3-ai állapot :
| Klub             | Szezon  | Bundesliga | Bundesliga | Német kupa | Német kupa | Európai verseny | Európai verseny | Összesen  | Összesen |
| Klub             | Szezon  | Szereplés  | Gól        | Szereplés  | Gól        | Szereplés       | Gól             | Szereplés | Gól      |
| ---------------- | ------- | ---------- | ---------- | ---------- | ---------- | --------------- | --------------- | --------- | -------- |
| Werder Bremen    | 2007–08 | 23         | 1          | 0          | 0          | 5               | 0               | 27        | 1        |
| Werder Bremen    | 2006-07 | 32         | 1          | 0          | 0          | 12              | 1               | 44        | 2        |
| Összesen         |         | 55         | 2          | 0          | 0          | 17              | 1               | 72        | 3        |
| Bayer Leverkusen |         |            |            |            |            |                 |                 |           |          |
| 2005-06          | 29      | 1          | 1          | 0          | 2          | 0               | 32              | 1         |          |
| 2004-05          | 0       | 0          | 0          | 0          | 1          | 0               | 1               | 0         |          |
| 2003-04          | 14      | 1          | 1          | 0          | 0          | 0               | 15              | 1         |          |
| Összesen         |         | 43         | 2          | 2          | 0          | 3               | 0               | 48        | 2        |
| Karlsruher SC    |         |            |            |            |            |                 |                 |           |          |
| 2002-03          | 30      | 2          | 1          | 0          | -          | -               | 31              | 2         |          |
| 2001-02          | 31      | 5          | 1          | 0          | -          | -               | 32              | 5         |          |
| Összesen         |         | 61         | 7          | 2          | 0          | -               | -               | 63        | 7        |
| Összes eredmény  |         |            |            |            |            |                 |                 |           |          |

## Nemzetközi szereplése
| Év    | Válogatott  | Szereplés | Gól |
| ----- | ----------- | --------- | --- |
| 2006. | Németország | 3         | 0   |
| 2007. | Németország | 8         | 2   |
| 2008. | Németország | 7         | 0   |